# 目頬子
目頬子（めずらこ、生没年不詳）は古墳時代（6世紀中期）の豪族。氏・姓は不明。

## 記録
『日本書紀』によると、継体天皇24年（530年）、朝廷から派遣された調吉士により、任那復興のために遠征中の近江毛野の失政が報告された。そこで、目頬子がかわりに朝鮮半島に派遣され、毛野は同年中に召喚されている。『書紀』は目頬子の正体が何者であるのか、不明としている。
任地に赴任した際に、当地の倭人たちは以下のような旋頭歌を詠んだという。